# 埃明根-利普廷根
埃明根-利普廷根是德国巴登-符腾堡州的一个市镇。总面积54.57平方公里，总人口4479人，其中男性2227人，女性2252人（2011年12月31日），人口密度82人/平方公里。